# Epfenhausen
Epfenhausen ist ein Ortsteil der Gemeinde Penzing im oberbayerischen Landkreis Landsberg am Lech.
Das Pfarrdorf liegt auf freier Flur, etwa drei Kilometer nordwestlich von Penzing. Vom benachbarten Untermühlhausen ist es nur durch die Bahnstrecke München–Buchloe getrennt, an der sich der Bahnhof Epfenhausen befand, der bis 1985 im Personenverkehr bedient wurde. Es wird vom Verlorenen Bach, einem Zufluss der Donau durchquert.
Die erste urkundliche Erwähnung des Ortes datiert um 1065.
Die ehemals selbstständige Gemeinde mit dem Ortsteil Ziegelstadel wurde im Zuge der Gemeindegebietsreform 1974 nach Penzing eingegliedert.

## Bodendenkmäler
Siehe: Liste der Bodendenkmäler in Penzing (Bayern)